# アドミラル・ブラウン・カップ
アドミラル・ブラウン・カップ（英語: Admiral Brown Cup、スペイン語: Copa Almirante Brown）は、ラグビーユニオンのアルゼンチン代表とアイルランド代表の間で行われるラグビーの定期戦および勝者に授与されるトロフィーである。

## 概要
この賞は、アイルランドのアルゼンチン大使館、アルゼンチンのアイルランド大使館、アルゼンチンラグビー協会、アイルランドラグビー協会の取り組みにより誕生。
2012年11月16日にアビバ・スタジアムで初開催された。
このトロフィーは、1777年にアイルランドのメイヨー州フォックスフォードで生まれ、アルゼンチン海軍を設立したアイルランド系アルゼンチン人のウィリアム・ブラウン提督にちなんで名付けられた。

## 対戦集計
2024年11月15日現在。

### 優勝回数
- アイルランド：6回
- アルゼンチン：0回

| ホスト会場         | 試合数 | アルゼンチン · の勝利数 | アイルランド · の勝利数 | 引き分け | アルゼンチン · の得点 | アイルランド · の得点 |
| ------------------ | ------ | ----------------------- | ----------------------- | -------- | --------------------- | --------------------- |
| アルゼンチンで開催 | 2      | 0                       | 2                       | 0        | 34                    | 52                    |
| アイルランドで開催 | 5      | 0                       | 5                       | 0        | 86                    | 177                   |
| 合計               | 7      | 0                       | 7                       | 0        | 120                   | 229                   |

### 対戦結果
- ST – サマーテスト（夏季にアイルランドが、冬の南半球へ遠征）
- AI – オータム・インターナショナル（アルゼンチンが、北半球の秋にヨーロッパなどへ遠征）

| 年   | 日付     | 会場                         | 都市                           | ホーム       | 得点  | アウェイ     | 勝者         | 備考   |
| ---- | -------- | ---------------------------- | ------------------------------ | ------------ | ----- | ------------ | ------------ | ------ |
| 2012 | 11月16日 | アビバ・スタジアム           | ダブリン（アイルランド）       | アイルランド | 46–24 | アルゼンチン | アイルランド | [ 4 ]  |
| 2014 | 6月7日   | エスタディオ・センテナリオ   | レシステンシア（アルゼンチン） | アルゼンチン | 17–23 | アイルランド | アイルランド | [ 5 ]  |
| 2014 | 6月14日  | モヌメンタル･ホセ･フィエーロ | トゥクマン（アルゼンチン）     | アルゼンチン | 17–29 | アイルランド | アイルランド | [ 6 ]  |
| 2017 | 11月25日 | アビバ・スタジアム           | ダブリン（アイルランド）       | アイルランド | 28–19 | アルゼンチン | アイルランド | [ 7 ]  |
| 2018 | 11月10日 | アビバ・スタジアム           | ダブリン（アイルランド）       | アイルランド | 28–17 | アルゼンチン | アイルランド | [ 8 ]  |
| 2021 | 11月21日 | アビバ・スタジアム           | ダブリン（アイルランド）       | アイルランド | 53–7  | アルゼンチン | アイルランド | [ 9 ]  |
| 2024 | 11月15日 | アビバ・スタジアム           | ダブリン（アイルランド）       | アイルランド | 22–19 | アルゼンチン | アイルランド | [ 10 ] |